# Chrysophyllum viride
Chrysophyllum viride là một loài thực vật có hoa trong họ Hồng xiêm. Loài này được Mart. & Eichler ex Miq. mô tả khoa học đầu tiên năm 1863.